# اوکلند، شهرستان چمبرز، آلاباما
اوکلند (به انگلیسی: Oakland) یک منطقهٔ مسکونی در ایالات متحده آمریکا است که در شهرستان چمبرز، آلاباما واقع شده‌است. اوکلند ۲۰۶٫۹۶ متر بالاتر از سطح دریا واقع شده‌است.